# Asplenium microxiphion
Asplenium microxiphion är en svartbräkenväxtart som beskrevs av Bak. Asplenium microxiphion ingår i släktet Asplenium och familjen Aspleniaceae. Inga underarter finns listade.